# ATS-59
ATS-59 ist der Name eines sowjetischen Raupenschleppers. Er löste ab 1959 den AT-S als Kettenzugmittel für mittelschwere Anhängelasten ab. ATS steht für russisch артиллерийский тягач средний Artilleritscheski Tjagatsch Sredni, deutsch ‚Artilleriezugmittel mittel‘ und 59 (образца 59 года Obrasza 59 Goda, deutsch ‚Ausf. 1959‘) für das Modelljahr. Aus dem ATS-59 wurde der ATS-59G (russisch артиллерийский тягач средний, образца 59 года, гусеничный Artilleritscheski Tjagatsch Sredni, obrasza 59 goda, gussenitschny, deutsch ‚Artilleriezugmittel mittel, Modell 59, Kettenfahrzeug‘) entwickelt.

## Entwicklung
Der AT-S hatte sich durch seine gute Geländegängigkeit und hohe Geschwindigkeit als Kettenzugmittel für schwere Geschütze und Funkmessstationen bewährt. Ende der 1950er-Jahre wurde er überarbeitet. Während dem Dieselmotor mehr Leistung zugestanden wurde, änderten die Konstrukteure das Fahrwerk und die Aufbauten. Das Fahrzeug wurde in der Kurganer Maschinenfabrik (russisch Курганский машиностроительный завод Kurganski Maschinostroitelny Sawod) entwickelt, wo 1959 auch die Serienproduktion aufgenommen wurde. Mit Aufnahme der Serienproduktion des BMP-1 wurde 1966 die Produktion des ATS-59G ins polnische Gliwice verlagert.

## Konstruktion
Beim ATS-59 wurde auf bewährte Baugruppen aus dem sowjetischen Fahrzeugbau zurückgegriffen. Motor, Kraftübertragung und wesentliche Teile des Laufwerkes stammten vom Panzer T-54. Als Motor kam der bekannte Zwölfzylinderdieselmotor in einer gedrosselten Version zum Einsatz. Der nun als А-650 bezeichnete Motor leistete 300 PS (221 kW) bei 2600 min−1. Das Laufwerk ist ein Laufrollenlaufwerk mit fünf drehstabgefederten Laufrollen auf jeder Seite. Die Antriebsräder befinden sich vorn, die Leiträder, die auch zum Spannen der Kette dienen, hinten. Die Gleisketten haben eine Breite von 525 mm. Der Motor wurde wegen der besseren Gewichtsverteilung hinter der Kabine, unterhalb der Ladefläche eingebaut und ragt teilweise in diese hinein, was den Zugang zum Motor bei Wartungs- und Instandsetzungsarbeiten erschwert und das Ladevolumen einschränkt. Wechsel- und Lenkgetriebe sitzen vor dem Motor.
Der maximale Bodendruck beträgt 0,52 kg/cm2. Die Steigfähigkeit im beladenen Zustand ohne Anhänger beträgt 35 %, die Bodenfreiheit 425 mm. Das Fahrzeug kann ohne Vorbereitung bis zu 1,5 m tiefe Gewässer durchfahren und bis zu 1,1 m hohe Hindernisse überwinden. Die Nutzlast beträgt 4 t, die Anhängelast 14 t.
Der ATS-59 verfügt über eine direkt vom Motor angetriebene Seilwinde mit einer Zuglast von 15 t.

## ATS-59G

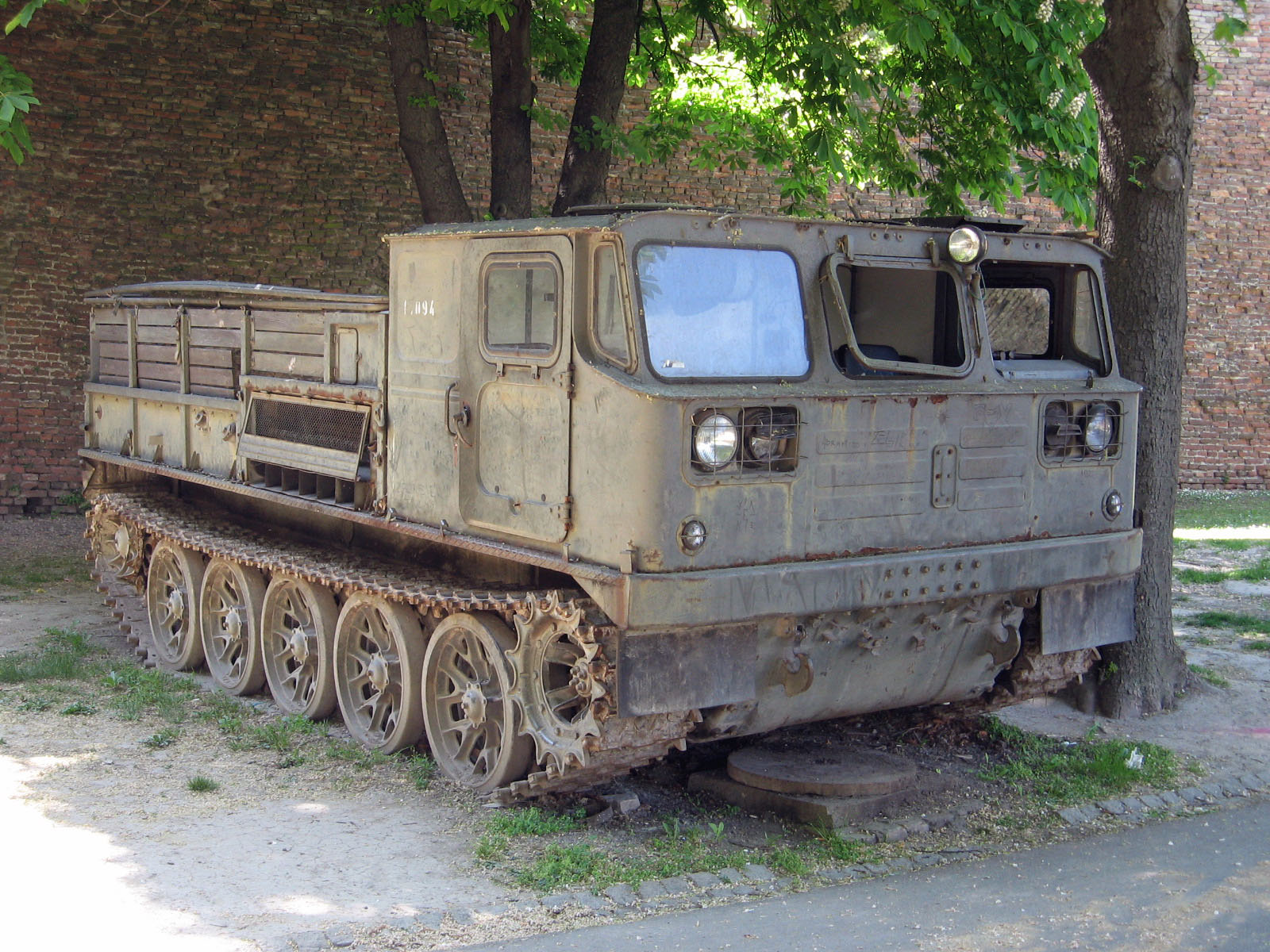
ATS-59G

Hauptnachteil des ATS-59 war die zu kleine Kabine, die normalerweise den Personentransport auf der Ladefläche unumgänglich machte. Die Weiterentwicklung ATS-59G erhielt ein größeres Fahrerhaus mit insgesamt sieben in zwei Reihen angeordneten Sitzplätzen. Zum Schutz vor radioaktiv, chemisch oder biologisch (bakteriologisch) verseuchter Außenluft war die Kabine mit einer Überdruck-Filterventilationsanlage ausgestattet. Als Motor wurde der verbesserte A-650-G verbaut. Ansonsten blieb das Fahrzeug unverändert.

## Einsatz
Der ATS-59 wurde hauptsächlich als Artilleriezugmittel genutzt. In der Sowjetarmee zog er die 130-mm-Kanone M-46 sowie die Haubitzen des Kalibers 152 mm. Daneben wurden sie auch als Zugfahrzeug für die Startrampe des Fla-Raketensystems S-75 oder der Radarstation P-37 eingesetzt. Das Fahrzeug wurde auch an andere Armeen geliefert, die die entsprechenden sowjetischen Waffensysteme nutzten. Die Nationale Volksarmee der DDR beschaffte ebenfalls ATS-59 und nutzte sie bis Ende der 1970er-Jahre als Artilleriezugmittel. Nicht benötigte Fahrzeuge wurden an die Landwirtschaft abgegeben, wo sie auf schwierigen Böden wegen der hohen Zuglast und des geringen Bodendrucks besser als herkömmliche Ackerschlepper eingesetzt werden konnten.
Im Russisch-Ukrainischen Krieg wird das Fahrzeug von Russland eingesetzt. Laut dem Oryx-Blog gingen mit Stand Mai 2025 mindestens drei Fahrzeuge verloren.

## Varianten
Als Typ 83/WM-40 wird ein in der Volksrepublik China entwickelter Raketenwerfer auf dem Fahrgestell des ATS-59G bezeichnet. Das Fahrzeug trägt eine Startvorrichtung für 40 ungelenkte 273-mm-Raketen.
Eine ähnliche Konstruktion aus Ägypten wird als RL-21 bezeichnet, hier wird die Startvorrichtung des BM-21 auf dem Fahrgestell der ATS-59G genutzt.
Die Firma Minotor-Service aus Minsk baut ATS-59G zu einem mobilen Werkstattfahrzeug um.